# Malocampa occama
Malocampa occama är en fjärilsart som beskrevs av William Schaus 1939. Malocampa occama ingår i släktet Malocampa och familjen tandspinnare. Inga underarter finns listade i Catalogue of Life.